# Amazonsko gledališče
Amazonsko gledališče (portugalsko Teatro Amazonas) je operna hiša v Manausu, v osrčju amazonskega pragozda v Braziliji. Je lokacija letnega Festivala Amazonas de Ópera (Operni festival v Amazoniji) in dom Amazonskega filharmoničnega orkestra, ki redno vadi in nastopa v gledališču skupaj z zbori, glasbenimi koncerti in drugimi predstavami.
Staro je več kot 126 let in predstavlja razcvet mesta v času razcveta kavčuka. Revija Vogue ga je izbrala za eno najlepših opernih hiš na svetu.

## Zgodovina
Amazonsko gledališče je bilo zgrajeno v času Belle Époque v času, ko je bilo bogastvo narejeno v gumarskem boomu. Gradnjo Amazonskega gledališča je leta 1881 prvič predlagal član lokalnega predstavniškega doma Antonio Jose Fernandes Júnior, ki si je zamislil 'dragulj' v osrčju amazonskega pragozda.
Leta 1882 je državni zakonodajalec odobril nekaj omejenega financiranja, vendar je bilo to ocenjeno kot nezadostno. Kasneje istega leta je predsednik province José Lustosa Paranaguá odobril večji proračun in sprožil natečaj za predstavitev načrtov. Izbrani projekt je izdelal Gabinete Português de Engenharia e Arquitectura, inženirski in arhitekturni biro iz Lizbone. Do leta 1884 je bila gradnja pripravljena za začetek pod italijanskim arhitektom Celestial Sacardimom. Delo je v naslednjih petnajstih letih potekalo počasi z nekaj postanki in ponovnimi zagoni od 1885 do 1892.
Do leta 1895, ko so bila zidarska dela in zunanjost zaključena, se je lahko hitreje začelo opremljanje notranjosti in vgradnjo električne razsvetljave. Gledališče je bilo slovesno odprto 31. decembra 1896, prva uprizoritev pa je bila 7. januarja 1897 z italijansko opero La Gioconda Amilcareja Ponchiellija.

## Arhitektura in slog
Arhitekturni slog gledališča velja za značilno renesančno oživitev. Strešnike so uvozili iz Alzacije, jeklene stene iz Glasgowa na Škotskem, carrarski marmor za stopnice, kipe in stebre pa iz Italije. Kupola je prekrita s 36.000 okrašenimi keramičnimi ploščicami, pobarvanimi v barvah brazilske državne zastave. Notranja oprema je prišla iz Francije v slogu Louis Quinze. Italijanski umetnik Domenico de Angelis mlajši je poslikal plošče, ki krasijo strope avditorija in dvorane za občinstvo. Zaveso s sliko Srečanje voda je prvotno ustvaril Crispim do Amaral v Parizu. 198 gledaliških lestencev je bilo uvoženih iz Italije, od tega 32 iz muranskega stekla.

### Notranja struktura
Avditorij sprejme 701 osebo. Parter sprejme 266 sedežev; boksi s stoli 100; lože prve stopnje 110 sedežev, 25 lož drugega reda ima 125 sedežev in 20 lož tretjega reda ima 100 sedežev. Vhod na oder je širok 10,50 m, visok 6,40 m in globok 11,97 m, glavni oder pa je visok 14 m; Skupna uporabna površina je 123,29 kvadratnih metrov. Orkestrska jama je visoka 2,30 m, široka 11,90 m in dolga 7,20 m.

### Slikovita garderoba
Ta prostor, ki je bil odprt leta 2004 ob odprtju VIII. opernega festivala Amazonas, je nameščen v krilu garderobe in je bil rekonstruiran podobno tistim iz preteklosti, s stenami, prekritimi s tkanino in različnimi predmeti, ki so bili uporabljeni na koncu 19. stoletja, pa tudi pohištvo, ki je del nje od njene otvoritve.

## Muzej
Gledališki muzej Amazonas je bil ustanovljen leta 1971 pod vodstvom skladatelja in pevca Pedra Amorima. Namen muzeja je predstaviti najredkejše predmete in opremo, ki jih je Teatro Amazonas uporabljal v daljnih časih.
Na mestu je mogoče najti osebne predmete umetnikov, kot so baletni čevlji plesalcev Margot Fonteyn, Marcelo Mourão Gomes, Ana Laguna in Mihail Barišnikov. Porcelanaste vaze, angleški vrči, nizozemski porcelanasti pljuvalniki, svetilke iz leta 1896 in šov programi s konca 19. stoletja so del zgodovinske in umetniške zbirke, ki jo gledališče ohranja skozi več kot 120 let.
Obisk je organiziran po najsodobnejših standardih z dvojezičnimi vodniki, ki popestrijo ogled. Najpomembnejša koncertna dvorana v Amazonasu ima tudi muzej z deli, ki pomagajo pripovedovati njeno zgodbo, kot so makete oper nemškega skladatelja Richarda Wagnerja, ki jih je oblikovala angleška oblikovalka in scenografka Ashley Martin-Davis za produkcije cikla »Anel do Nibelungo« v različnih izdajah Amazonskega opernega festivala (FAO). V drugem nadstropju je na ogled osem del.
Amazonski plesalec Marcelo Mourão Gomes ima v muzeju poseben prostor, kjer so med številnimi drugimi predmeti razstavljeni čevlji, s katerimi je leta 1999 prvič nastopil s predstavo Marcelo Mourão dance in the forest. Angleška plesalka Margot Fonteyn, ki je bila leta 1975 v Teatru Amazonas s Kraljevim baletom, ima prav tako poseben prostor v muzeju.

## V popularni kulturi
- Gledališče je prikazano v filmu Fitzcarraldo, ki ga je režiral nemški režiser Werner Herzog leta 1982.[5] Na začetku filma se z opero obsedeni lik Brian Sweeney Fitzcarraldo odpravi z lastnim čolnom do operne hiše, da bi slišal peti Enrica Carusa v Verdijevi Ernani, v kateri nastopa tudi starajoča se Sarah Bernhardt, katere vlogo poje sopran izven odra.
- Dvakrat je predstavljena v romanih Eve Ibbotson: Journey to the River Sea[6] in A Company of Swans. Obe sta pustolovski zgodbi, ki se odvijata predvsem v mestu Manaus (kjer je gledališče) in okolici leta 1912. V prejšnji (otroški) knjigi gostujoča igralska skupina uprizori igro Mali lord Fauntleroy v gledališču, ki je na kratko opisana. V slednjem (za mlade odrasle) gostujoča baletna skupina v gledališču uprizori Labodje jezero, Giselle, Hrestač in La Fille Mal Gardee.
- Gledališče je bilo predstavljeno v romanu Ann Patchett iz leta 2011, State of Wonder.
- Film Pavarotti se začne z Lucianom Pavarottijem, ki leta 1995 odpotuje v gledališče, da bi tam ponovil Carusov nastop.
- Gledališče je omenjeno v operi Florencia en el Amazonas Daniela Catána iz leta 1996 kot kraj, kamor potuje na koncert titularna operna pevka Florencia Grimaldi.